# Aleatorisk musik
Aleatorisk musik, från latinets aleator (alea, tärning) som betyder spelare, är musik som i något avseende är slumpmässig. Oftast rör det sig om musikskaparprocesser där ramverket är bestämt men där även ett slumpelement som har ett ganska litet antal möjliga alternativ ingår. 
Termen blev känd bland europeiska kompositörer genom föredrag av akustikern Werner Meyer-Eppler vid Darmstadts sommarskola i musik i början av 1950-talet.